# زمكان
الزمكان (بالإنجليزية: Spacetime)‏ (الزمان-مكان) أو الزمان المكاني هو دمج لمفهومي الزمان والمكان، هو الفضاء بأبعاده الأربعة، الأبعاد المكانية الثلاثة التي نعرفها؛ الطول والعرض والارتفاع، مضاف إليها الزمن كبعد رابع، هذه الفضاء الرباعي تشكل نسيج أو شبكة تحمل كل شيء في هذا الكون، كل جسم مهما كان حجمه وكل حدث يخضع لها، فلا وجود للأشياء ولا للأحداث خارج نطاقي الزمان والمكان. يعد هذا مصطلح حديث نسبيا في الفيزياء منحوت من كلمتي الزمان المكان يُطلق على أي نموذج رياضي يدمج الأبعاد الثلاثة للمكان مع بعد واحد للزمن ليكوّن فضاءّ رباعي الأبعاد. يمكن استخدام المخططات الزمكانية لتصوّر التأثيرات النسبية مثل السبب وراء التباين الذي يراه مراقبون مختلفون في زمن ومكان وقوع حدث ما.
كان الافتراض السائد قبل مطلع القرن العشرين أن هندسة الكون ثلاثية الأبعاد (أي صياغتها المكانية من ناحية الإحداثيات والمسافات والاتجاهات) كانت مستقلة عن البعد الزمني الواحد. ولكن بنى ألبرت أينشتاين عمله المؤثر في النسبية الخاصة عام 1905 على فرضيتين:
- (1) قوانين الفيزياء لا تتغير في جميع الجمل العطالية (أي الأطر المرجعية غير المتسارعة).
- (2) سرعة الضوء في الخلاء هي نفسها لجميع المراقبين بغض النظر عن حركة مصدر الضوء.

في هذا الفضاء الرباعي الأبعاد تميز كل نقطة برباعية (س، ع، ص، ز) حيث ترمز س، ع، ص إلى الإحداثيات المكانية ويرمز ز إلى الإحداثي الزمني. فهو المزج بين الزمان والمكان في إطار واحد بحيث لا يتم الفصل بينهما عند إجراء الحسابات الفيزيائية. ظهرت هذه الأطروحة بواسطة عالم الفيزياء ألبرت أينشتاين في نموذجه النسبي الخاص.
ظهرت الأطروحة لتحدد مكان جسم ما في الفضاء الشاسع بطريقة أكثر تحديدا بالاعتماد على عنصر الزمان بدلا من الاعتماد على الثلاثة محاور للمكان فقط.

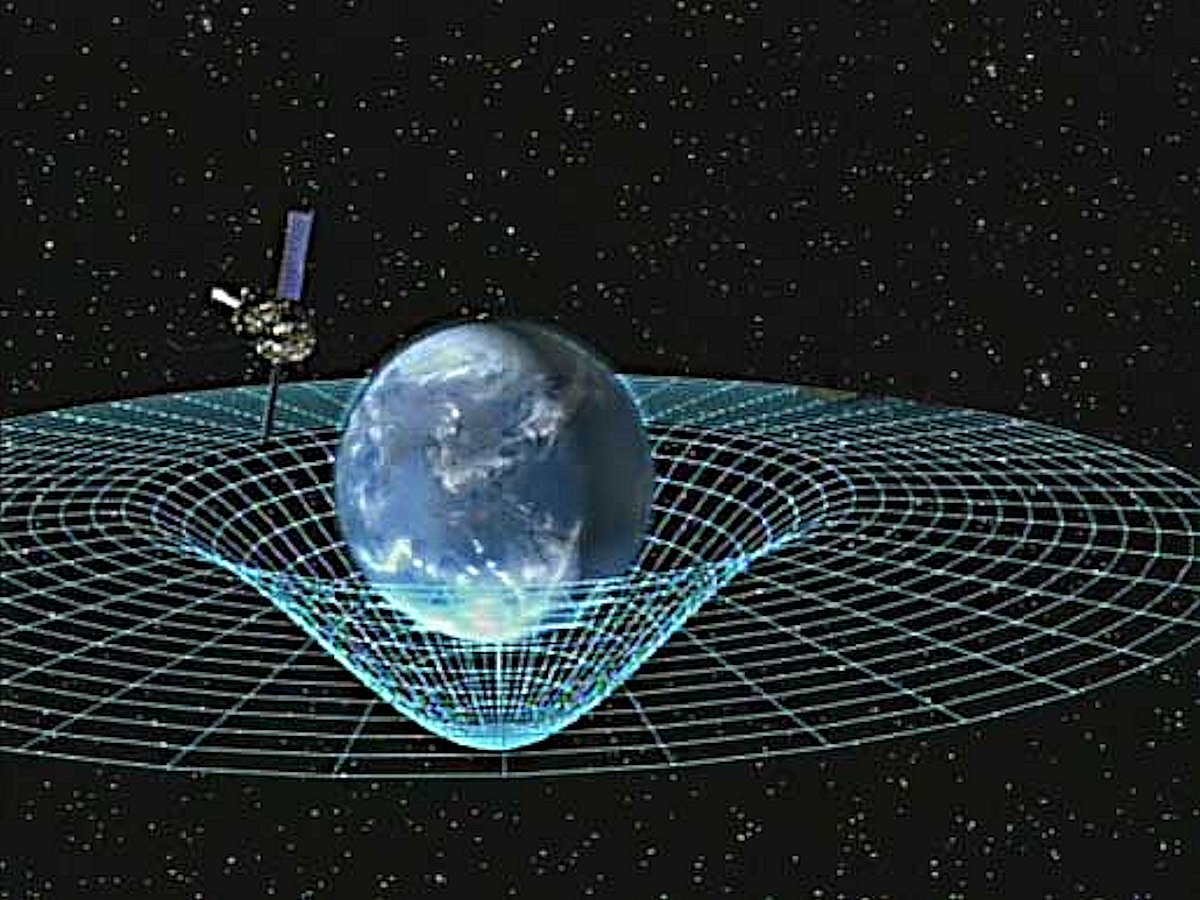
انحناء الزمكان ممثلا في بعدين.المادة تغير شكل الزمكان ويفسر هذا الانحناء الجاذبية، هنا نرى أحد الأقمار الصناعية يدور في مجال جاذبية الأرض. بالمثل تدور الأرض حول الشمس في مجال جاذبيتها الكبير (غير ممثل هنا).

## بصفة عامة
تعوض النظرية النسبية الخاصة عن إحداثيات المكان الثلاثة
{\displaystyle (x,y,z)} بإحداثيات أربع من ضمنها إحداثية الزمان {\displaystyle ct} فتكون احداثية نقطة في الزمكان {\displaystyle (ct,x,y,z)}. حيث c سرعة الضوء والزمن t.
وتمثل المساحة العنصرية في الميكانيكا الكلاسيكية:
{\displaystyle \,\mathrm {d} s^{2}=\mathrm {d} x^{2}+\mathrm {d} y^{2}+\mathrm {d} z^{2}.}
أما في الزمكان فتوصف نقطة فيه بأربع إحداثيات وتسمى في المجمل ب «الحدث». وتعرف المساحة العنصرية في الزمكان ب:
{\displaystyle \,\mathrm {d} s^{2}=c^{2}\mathrm {d} t^{2}-\mathrm {d} x^{2}-\mathrm {d} y^{2}-\mathrm {d} z^{2}.}
أتاحت تلك الفكرة لأينشتاين دراسة حركة الأجسام بسرعات مقاربة لسرعة الضوء، وتبدو عندها ظواهر طبيعية غريبة، إذ تشكل سرعة الضوء حدا أقصى لحركة الأجسام وانتقال الطاقة وانتشار الموجات الكهرومغناطيسية وترتبت عليها استنتاجات غريبة، ذلك لأننا نعهد في حياتنا العادية سرعات أقل بكثير من سرعة الضوء.

## انحناء الزمكان وتسريع المركزية الطاردة
عندما تكون سرعة الجسم v صغيرة بالنسبة إلى سرعة الضوء c يكون انحناء المدار مساويا g/v2
حيث g ثابت الجاذبية، أي يكون مساويا للتسارع الناشئ عن الطرد المركزي في حالة الميكانيكا الكلاسيكية. أما بالنسبة للضوء حيث
v=c فتصبح (1 + v2/c2) قيمتها 2، ويكون انحناء المدار ضعف 2g/v2 الحالة الكلاسيكية.
وبناء على ذلك يعاني شعاع الضوء القادم من أحد النجوم عند اقترابه من جاذبية الشمس انحناء مساويا ضعف انحنائه الذي تحسبه الميكانيكا الكلاسيكية. وقد ثبت ذلك في تجربة قام بها «آرثر إدينجتون» عام 1919 حيث رصد شعاع أحد النجوم خلال كسوف الشمس أثناء وجوده في جنوب أفريقيا.
وبسبب هذا الانحناء البسيط فلا تتبع أفلاك الكواكب حول الشمس شكل القطع الناقص تماما وإنما تتخذ شكل الزهرة، قد ثبت ذلك أيضا بقياس دوران نقطة اقتراب كوكب المريخ عند أقرب نقطة بينه وبين الشمس.

## ما هي حركة الأجسام؟

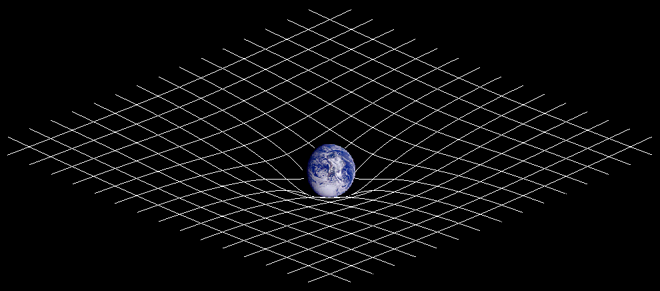
تمثيل لانحناء الزمكان بالقرب من جرم سماوي.

إذا شوهدت حركة جسم معين من مواقع مختلفة تتحرك بالنسبة لبعضها البعض ظهرت فيها حركة الجسم بصور مختلفة. فمثلا يأخذ مسار حجر ساقط من طائرة شكل منحنى قطع مكافئ بالنسبة للأرض، بينما يظهر مساره لراكب الطائرة كخط مستقيم، من أعلى إلى أسفل.
فكيف يتحرك الحجر في الواقع؟ نجد أن هذا السؤال لا معنى له، تماما كما لو سألنا «بأي زاوية يظهر القمر في الواقع ؟».
وينبع المسار الذي يتخذه جسم نفس الطبيعة «النسبية» التي تتصف بها صورة أحد المباني، فأينما قمنا بتصوير منزل من الأمام أم الخلف نحصل على صورة مختلفة تعتمد على موقع المشاهدة. وكذلك يتخذ شكل منحنى جسم ساقط شكل منحنيات مختلفة تختلف باختلاف موقع المشاهدة أو المختبر الذي نجري منه القياس، فهي تختلف إذا كنا نشاهده من على الأرض أم نشاهده من طائرة أو غيرها.
أي عند عزمنا على دراسة مسار جسم يتحرك واجهتنا مشكلة اختيار موقع المشاهدة، إذ أننا نريد عن طريق دراسة مساره التنبؤ بمساره في زمن قادم تحت ظروف معينة. أو بمعنى أصح نريد معرفة القوانين التي تتحكم في حركته وترغمه على اتباع هذا المسار بالذات.

### تمدد الزمن وتقلص الطول
تمدد الزمن: هي ظاهرة نسبية توصف ب استغرق وقتًا أطول للساعات التي تسير بشكل أسرع (في مرجع المراقب) لتخرج نفس الكمية من الوقت الصحيح، وهي تقطع مسافات أكبر على طول المحور x من التي تقطعها بدون تمدد الزمن.:219 قياس تمدد الزمن من قبل اثنين من المراقبين في مرجعي قصور ذاتي مختلف يكون متبادل. فإذا كان المراقِب O يقيس ساعات المراقب O ′ وهي تسير بشكل أبطأ في إطاره، فإن المراقب O ′ سيقيس ساعات المراقب O بأنها تسير بشكل أبطأ كذلك.
تقلص الطول، مثل تمدد الزمن، هو مظهر من مظاهر التزامن للنسبية. يتطلب قياس الطول قياس فترة الزمكان بين حدثين متزامنين في إطار مرجعي واحد. لكن الأحداث التي تكون متزامنة في إطار مرجعي واحد، بشكل عام، ليست متزامنة في الأطر المرجعية الأخرى.

### اكتشاف السكون
تتأثر حركة الأجسام بما حولها وتسمى تلك المؤثرات الخارجية بالقوى. ويهتم علم الحركة بدراسة تأثير تلك القوى على الأجسام. فلنتخيل جسما لا يقع تحت تأثير قوى خارجية ولنتخذ مواقع مختلفة للمشاهدة فنجد أن مساره يتخذ أشكالا مختلفة تختلف باختلاف موقع المشاهدة. ومع ذلك لا ننكر أن أفضل مكان للمشاهدة هو ذاك الذي يظهر منه الجسم كما لوكان في حالة سكون. يمكننا بذلك وصف حالة «السكون» وصفا جيدا لا يعتمد على حركة الجسم بالنسبة إلى حركة الأجسام الأخرى، فالجسم الذي لا تؤثر عليه قوى خارجية يكون في حالة سكون.

### المختبر الساكن
نتخيل أن مجموعة من الأجسام الساكنة - التي لا تؤثر عليها قوى خارجية - بأنها قد كونت مختبرا نسميه «المختبر الساكن» ونبدأ في دراسة خواص الحركة. فإذا قمنا بمشاهدة الحركة من مختبر آخر واتضح لنا اختلاف صفات الحركة فيه عن صفاتها من المختبر الساكن أمكننا إثبات أن المختبر الجديد يتحرك.
يتبين لنا أن الحركة في المختبرات الساكنة تتبع قوانين مغايرة للقوانين المشاهدة في مختبرات متحركة. ويتبادر لنا أن مفهوم الحركة يفقد بذلك صفته «النسبية». فعندما نتكلم عن الحركة نقصد ببساطة الحركة بالنسبة إلى «السكون» ونسميها حركة مطلقة.
نركب الآن قطارا بسرعة منتظمة في خط مستقيم ونبدأ مشاهدة أجسام تتحرك داخله ونقارنها بحركتها المشاهدة في قطار ساكن. نعرف من خبرتنا اليومية أنه لا يوجد اختلاف لحركة الأجسام داخل قطار متحرك بسرعة منتظمة وآخر متوقف. فإذا قذفنا كرة إلى أعلى داخل القطار عادت الكرة لتسقط في أيدينا ولن يحدث أن تتخذ مسارا منحنيا. فبصرف النظر عن الارتجاج البسيط في حركة القطار تكون حركة الأجسام داخل قطار يتحرك بسرعة منتظمة وفي خط مستقيم هي نفسها التي تحدث في قطار ثابت لا يتحرك. ويحدث الاختلاف فقط عند تسريع القطار أو تهدئة سرعته. ففي حالة تسريع القطار تنتابنا ارتجاجة إلى الخلف وفي حالة تهدئة سرعة القطار والكبح نندفع إلى الأمام. وفي كلتا الحالتين نشعر بالفرق بالمقارنة بحالة السكون.
وإذا استمر القطار سائرا بحركة منتظمة ثم غير اتجاهه فجأة شعرنا بذلك: ففي المنحنيات إلى اليمين الحادة نندفع إلى اليسار وفي المنحنيات اليسارية نندفع نحو اليمين. وبتعلم تلك المشاهد نصل إلى النتيجة التالية: لا يمكن اكتشاف أي اختلاف في سلوك جسم بمشاهدته من مختبرين يتحرك أحدهما «بالنسبة للآخر» بسرعة منتظمة وفي خط مستقيم. ولكن بمجرد حدوث تغير في سرعة المختبر المتحرك سواء في مقدار السرعة (التسريع والكبح) أو تغير في الاتجاه (في المنحنيات) يؤثر هذا التغير في سلوك الأجسام الموجودة فيه.

### ضاع السكون إلى الأبد
توجد خاصية غريبة لحركة المختبر الذي يتحرك بسرعة منتظمة وفي خط مستقيم تلك هي أن حركته هذه لا تؤثر على سلوك الأجسام الموجودة فيه. الشيء الذي يضطرنا لمراجعة مفهوم السكون.,
فقد يبين لنا أنه لا يوجد فرق بين حالة السكون. وأينما وجدنا مختبر يتحرك بانتظام وفي خط مستقيم «بالنسبة» لمختبر آخر ساكن أمكننا اعتبار ذلك المختبر أيضا مختبرا ساكنا. وهذا معناه أنه لا توجد حالة فريدة للسكون المطلق وإنما توجد أعداد لا حصر لها من «حالات السكون» المختلفة. وبالتالي لا يوجد مختبر واحد في حالة سكون، وإنما توجد عدد لا حصر له من المختبرات الساكنة، وهي تتحرك بالنسبة لبعضها البعض في خطوط مستقيمة وبسرعات منتظمة، ومنها السريع ومنها البطيء.
يتضح من ذلك أن السكون «نسبي» وليس مطلق. وأصبح لازماً علينا الإشارة دائما إلى المختبر الذي نجري منه المشاهدة والقياس عند دراستنا لعلم الحركة. كذلك يتبين أن محاولتنا قد باءت بالفشل حتى الآن لإعطاء مدلول الحركة صفة مطلقة. ولا يزال السؤال مطروحا: «إلى أي حالة من حالات» السكون«ننسب الحركة المشاهدة؟» بهذا نكون قد تعرضنا إلى أحد القوانين الطبيعية البالغة الأهمية والذي يسمى «بمبدأ نسبية الحركة».
هذ المبدأ يقول: تتبع حركة الأجسام نفس القوانين في جميع المختبرات التي تتحرك بالنسبة لبعضها البعض في مسارات مستقيمة وبسرعة منتظمة.

### قانون القصور الذاتي
نستنتج من مبدأ نسبية الحركة أن جسما لا يقع تحت تأثير قوى خارجية إما أن يكون في حالة سكون أو يكون في حالة حركة منتظمة وفي خط مستقيم. ويعرف هذا الاستنتاج في علم الفيزياء بقانون القصور الذاتي.
يلعب هذا القانون دورا هاما في حياتنا اليومية، لا يتبادر للعين مباشرة. وطبقا لهذا القانون يظل جسم متحرك بانتظام وفي خط مستقيم على حركته هذه بلا حدود طالما لا تؤثر عليه قوى خارجية. ومع ذلك نشاهد في حياتنا اليومية أجساما تصل إلى الثبات كما لم تؤثر عليها قوى خارجية. وتفسير ذلك أن جميع الأجسام التي نشاهدها تقع تحت تأثير قوى خفية، تلك هي قوى الاحتكاك. وانعزال الجسم التام عن القوى الخارجية هو الشرط الذي يكتسب به قانون القصور الذاتي فاعليته. وهذا الشرط ليس متوفرا في حياتنا العادية. فإذا استطعنا تحسين إمكانيتنا التجريبية بعزل قوى الاحتكاك شيئا فشيئا أمكننا الاقتراب من تلك الظروف المثالية ولتمكنا من إثبات انطباق هذا القانون على حركة جميع الأجسام التي نشاهدها.
يعتبر اكتشاف مبدأ «نسبية الحركة» من أعظم الاكتشافات جميعا ولولاه لما تقدم علم الفيزياء. وقد قام العالم الكبير جاليليو جاليلي باكتشافه، وهو الذي هاجم تعاليم أرسطو القديمة بعزم، إذ كانت تعاليمه مسيطرة على العقول حتى العصور الوسطى وكانت الكنيسة الكاثوليكية معضدة لتعاليم أرسطو ورافضة لما أتى به جاليليو. وكان من رأي أرسطو أن الحركة المنتظمة ممكنة فقط تحت تأثير قوة وبدونها تتوقف الحركة. فأوضح جاليليو من خلال تجارب عديدة عكس ذلك، وبين أن قوة الاحتكاك هي التي تؤدي إلى توقف حركة الأجسام، وبزوال الاحتكاك تظل الأجسام على حركتها على الدوام.

### السرعة نسبية أيضا
من نتائج مبدأ النسبية حقيقة أن الحديث عن حركة منتظمة وفي خط مستقيم ليس له معني طالما لم نشر إلى المختبر الساكن الذي نقيس منه السرعة، كما لا معنى لحديثنا عن مكان ما بتحديد خط الطول الجغرافي المار به دون ذكر دائرة العرض التي تتقاطع معه عنده.
نكتشف من ذلك أن السرعة مدلول «نسبي»، أي إذا قمنا بقياس سرعة جسم معين من عدة مختبرات ساكنة مختلفة حصلنا على نتائج مختلفة، في حين أن أي تغير في الحركة - كالتسريع أو الكبح أو تغيير اتجاه الحركة - يأخذ معنى مطلقا بصرف النظر عن المختبر الساكن الذي أجريت منه المشاهدة.

## الضوء لا ينتشر آنيا
رأينا أن «مبدأ النسبية» ينطبق على الحركة أيضا وأنه توجد عدد لا حصر له من المختبرات في «حالة سكون»، لا تختلف فيها قوانين الحركة. والآن يبدو أن هناك نوع من الحركة يكون معارضا لهذا المبدأ، تلك هي حركة الضوء. فالضوء ينتشر في الفضاء بسرعة قدرها 300.000 كيلومتر في الثانية فهو بذلك ليس آنيا. ومن الصعب تصور مثل تلك السرعة لأن السرعات التي تواجهنا في حياتنا اليومية تقل عن ذلك بكثير. فتبلغ سرعة صاروخ حديث متعدد المراحل 12 كيلومتر في الثانية فقط. ومن بين الأجسام التي نعهد حركتها حركة الأرض حول الشمس فهي تسير في مدارها بسرعة تصل إلى 30 كيلومتر في الثانية.
والمدهش أن سرعة الضوء ثابتة دائما. وبينما يمكننا تهدئة سرعة قذيفة بوضع حائل في طريقها فعند نفوذ القذيفة فيه تقل سرعتها وتواصل مسارها بسرعة أقل. ويختلف الحال تماما مع الضوء، فبينما تعتمد سرعة القذيفة على نوع البندقية وعلى خصائص البارود نجد أن سرعة الضوء تظل ثابتة لجميع المصادر المصدر للضوء.
إذا وضعنا لوحا زجاجيا في مسار شعاع الضوء تقل سرعة الضوء داخل الزجاج وعند خروجه من الزجاج تعود سرعته إلى سرعته الأصلية التي تبلغ 300.000 كيلومتر في الثانية في الفراغ (أو الهواء). فللضوء خاصية هامة في الفراغ، فلا يمكن تهدئة سرعته أو تسريعه، فهو يختلف عن جميع الأجسام الأخرى، وأي تغير يحدث لشعاع الضوء في حائل مادي يختفي بمجرد خروجه من الحائل ويواصل حركته بسرعته الأصلية.

### سرعة الضوء في قطار
تبلغ سرعة الضوء في الفراغ تقريبا 300.000 كيلومتر في الثانية، وهي ثابتة لا تتغير سواء كان مصدرها متحركا أم لا. وقد تسببت تلك السرعة الفائقة والمحدودة في نفس الوقت في إشكال مع مبدأ نسبية الحركة. نتخيل قطارا يسير بسرعة عظيمة قدرها 240000 كيلومتر في الثانية. ونتصور أننا نحتل مقدمته بينما يوجد مصباح عند مؤخرته، ونريد تعيين الزمن الذي يستغرقه الضوء لقطع المسافة بين الطرفين.
يبدو أن هذا الزمن سيختلف عن الزمن المشاهد في قطار ساكن. ففي حالة القطار المتحرك بسرعة 240.000 كيلومتر في الثانية نتوقع أن تصل سرعة الضوء إل 300.000 - 240.000 == 60.000 كيلومتر في الثانية فقط (في اتجاه حركة القطار). فتبدو المسألة كما لو كان الضوء يحاول اللحاق بمقدمة القطار بينما هي تحاول الابتعاد عنه. وإذا كان المصباح في مقدمة القطار وجلسنا نحن في آخره وأردنا قياس الزمن الذي يستغرقه الضوء للوصول إلى آخره توقعنا أن تبلغ سرعة الضوء في هذه الحالة 300.000 + 240.000 == 540.000 كيلومتر في الثانية (لأن الضوء ومؤخرة القطار يتحركان باتجاه بعضهما). أي نتوقع أن يسير الضوء بسرعتين مختلفتين في الاتجاهين المتضادين داخل القطار المتحرك بينما تتساوى تلك السرعتان في القطار الساكن الذي لا يتحرك.
نجد في حالة القذيفة ظروفا مختلفة عن ذلك. فإذا وجهنا قذيفة ونحن في قطار في اتجاه حركة القطار أو عكسه تظل سرعتها بالنسبة لحائطي المقدمة والمؤخرة متساوية، وتكون متساوية كذلك لسرعتها في القطار الساكن. وترجع تلك النتيجة إلى اعتماد سرعة القذيفة على حركة البندقية بينما لا تتأثر سرعة الضوء بسرعة المصدر كما ذكرنا من قبل.
تبعث علينا تلك الأمثلة بالشعور أن سلوك الضوء يخالف مبدأ نسبية الحركة، فبينما تتحرك القذيفة بالنسبة لمقدمة القطار ومؤخرته بنفس السرعة في القطار المتحرك والقطار الساكن، تبدو كما لو كانت سرعة الضوء تصل إلى نحو 1/5 سرعته في أحد الاتجاهات وتبلغ 8 و1 منها في الاتجاه المضاد وذلك بالمقارنة بسرعته في القطار الساكن.
لو كان الحال كذلك لاستطعنا تعيين السرعة المطلقة للقطار عن طريق دراسة سرعة انتشار الضوء فيه. ويبدو هنا أننا وجدنا بصيص من الأمل: فهل في الإمكان استخدام خواص الضوء لتعريف السكون المطلق؟

### الأثير الكوني

إذا اعتبرنا أن الضوء يتحرك عن طريق وسط "الأثير" فلا بد من أن إمكانية قياس فرق سرعة الضوء في اتجاهين متضادين بسبب حركة الأرض في الأثير.

اعتقد الفيزيائيون في الماضي أن انتشار الضوء يسير مثل انتشار الصوت وافترضوا وجود وسط لانتشار الضوء وأسموه «الأثير» مثلما ينتشر الضوء في الهواء والماء وغيره. كما افترضوا أن الأجسام لا تجرف معها هذا الأثير أثناء حركتها، كمثل قفص سلكي يتحرك في الهواء، لا يزيح الهواء أمامه.
فإذا كان قطارنا في سكون بالنسبة للأثير توقعنا انتشار الضوء بنفس السرعة في جميع الاتجاهات، كما نتوقع ظهور أي حركة للقطار خلال الأثير، حيث ستختلف سرعة الضوء باختلاف اتجاه الانتشار. ووجد العلماء أنفسهم أمام أسئلة مربكة بسبب افتراض هذا الأثير - كوسط تظهر ذبذبته كالضوء- وهو افتراض لا يستند على أساس متين. فبينما لا نعتمد على انتشار الصوت فقط لدراسة خواص الهواء بل نعتمد أيضا على تجارب كيميائية وفيزيائية عديدة، نجد أن هذا الأثير «المفترض» يسلك مسلكا غريبا في تجارب فيزيائية متعددة، فهو لا يشارك إطلاقا. وبينما يمكننا تعيين كثافة الهواء وضغطه بتجارب بسيطة فقد باءت جميع المحاولات لمعرفة شيء عن الأثير أو كثافته بالفشل وأصبحنا في موقف محير.
مما لا شك فيه أنه من الممكن تفسير بعض الظواهر الطبيعية بافتراض وسط خاص بالصفات المطلوبة ولكن استنباط نظرية سليمة لتفسير ظواهر طبيعية لا بد وأن تكون شاملة وتفسر العديد من الظواهر الطبيعية وليس لظاهرة بمفردها، لأن النظرية تأتي بتفسيرات أوسع من الحقائق التي بنيت عليها. وعلى سبيل المثال فقد عـُرف مدلول الذرّة في العلوم عن طريق علم الكيمياء، وبدراستنا للذرات أمكن تفسير عدد كبير من الظواهر التي لا تنتمي إلى علم الكيمياء، بل والتنبؤ ببعضها. فاللجوء إلى الأثير لتفسير انتشار الضوء يماثل تفسير إنسان بدائي صوت الجرامافون بتصور أن عفريتا اتخذ من هذا الصندوق مسكنا.
حالة عويصة تنشا! 
أهم مشكلة تنشأ من مخالفة الضوء لمبدأ «نسبية الحركة» تكون حتمية مخالفة جميع الأجسام لهذا المبدأ. ومن المعروف أن أي وسط مادي يقاوم حركة الأجسام فيه. وبناء على ذلك كان لا بد وان يصحب حركة الأجسام في الأثير احتكاك، فتقل سرعة الجسم رويدا رويدا حتى يصل الجسم في النهاية إلى حالة سكون. وفي الواقع تدور الأرض (طبقا للمعلومات الفلكية) حول الشمس منذ آلاف السنين وملايين السنين ولا توجد أي علامة تدل أن سرعتها تهدأ تحت تأثير احتكاك موجود.
بذلك نكون قد وصلنا إلى طريق مسدود في محاولة تفسير المسلك الغريب للضوء بافتراض وجود «أثير»؟ فافتراض الأثير لم ينه مشكلة خروج الضوء عن مبدأ النسبية وما يتبع ذلك من مشاكل بالنسبة لحركة الأجسام.
التجربة تفصل! 
ماذا نستطيع عمله إزاء هذا الخلاف؟
قبل أن تبدأ المناقشة نريد جذب الاهتمام إلى الحقائق التالية:
يستند الخلاف الذي اكتشفناه بين سلوك الضوء ومبدأ نسبية الحركة إلى سند واحد فقط. وصحيح أن استنتاجاتنا مقنعة في هذا الشأن. لكن محاولة حصر تفكيرنا على هذا السند تماثل تصرف بعض الفلاسفة القدامى الذين حاولوا اكتشاف قوانين الطبيعة في رؤوسهم. وإذا تصرفنا بتلك الطريقة لكان الخطر محتما أن يكون ما تخيلناه من كون متناسق، لا يمت في الواقع إلى عالمنا الحقيقي الذي نعيش فيه.
والتجربة العملية هي الحكم الأول والأخير لإثبات صحة نظرية فيزيائية، لهذا لا يجب أن نشغل أنفسنا أكثر من ذلك بمناقشة كيف سيكون انتقال الضوء في القطار المتحرك، وعلينا الآن القيام بالتجارب فهي التي ستأتي بالإجابة الصحيحة.
يعضدنا ونحن نقوم بإجراء التجارب أننا نعيش على كوكب له حركة معلومة. غير أن الأرض في دورانها حول الشمس لا تسير في خط مستقيم ولا يمكن لذلك اعتبارها «مختبرا ساكنا». فلو اعتبرنا الأرض في حالة سكون بالنسبة لمختبرنا في شهر يناير نجد أنها تصبح في حالة حركة بالنسبة له في شهر يوليو إذ أن حركة الأرض دائرية حول الشمس. وعلى الرغم من ذلك ان أمكننا دراسة انتشار الضوء على الأرض فإنما ندرس أنتشاره في مختبر يتحرك بسرعة عظيمة قدرها 30 كيلومتر في الثانية (يمكن اهمال سرعة الأرض حول محورها إذ أن تلك السرعة تبلغ نحو نصف كيلومتر في الثانية فقط).
فهل يمكن تمثيل الكرة الأرضية بقطارنا المنطلق الذي وصل بنا إلى طريق مسدود؟ اشترط افتراضنا أن القطار يتحرك بسرعة منتظمة وفي خط مستقيم بينما تتحرك الأرض في مسار دائري، ومع ذلك يمكننا الأخذ بهذا التمثيل. فخلال ذلك الجزء من الثانية الذي يستغرقه الضوء داخل مختبرنا يمكننا اعتبار الأرض متحركة بسرعة منتظمة وفي خط مستقيم. فالخطأ الناشئ عن ذلك التقريب ضئيل ولا يمكن ملاحظته.
بما أننا نستطيع الآن مقارنة الأرض بالقطار يكون من الطبيعي أن يسلك الضوء على الأرض نفس سلوكه في القطار. أي لتوقعنا انتشار الضوء بسرعات مختلفة في الاتجاهات المختلفة.

### مبدأ النسبية ينتصر
أجرى «مايكلسون» تجربة عام 1881 وهو من أعظم علماء القرن التاسع عشر التجريبيين لتعيين سرعة الضوء في الاتجاهات السماوية المختلفة، ولتعيين هذا الفرق البسيط جدا المنتظر في سرعة الضوء. وقد أظهر مايكلسون ذكاء حادا في ابتكاره جهازا دقيقا كان من الممكن به قياس الفرق في السرعة حتى ولوكان أقل من المتوقع، ولكن التجربة أتت بنتيجة غير متوقعة، فلم يجد مايكلسون أي تغير في سرعة الضوء في الاتجاهات المختلفة.
وأعيدت التجربة مرارا وتكرارا منذ ذلك الحين بوسائل تجريبية مختلفة فأيدت كلها تلك النتيجة الغريبة، واتضح أن طريقة انتشار الضوء في مختبر متحرك تختلف تماما عما كنا نتصوره. وأوضح مايكلسون أن الضوء ينتشر على الأرض بنفس السرعة في جميع الاتجاهات، أي أن الضوء يسلك نفس سلوك القذيفة فلا تعتمد سرعته على سرعة المختبر وهي متساوية لجميع حوائط المختبر.
بهذا تكون تجربة مايكلسون قد أتت بعكس ما كنا نتصوره وبينت في نفس الوقت أن سلوك الضوء يتفق تماما مع «مبدأ نسبية الحركة» ولا يخالفها.

### المشكلة تستفحل
بهذا تكون تجربة مايكلسون قد خلصتنا من أول خلاف بين قوانين انتشار الضوء ومبدأ نسبية الحركة. فقد اتضح أن هذا الخلاف ظاهري ولا بد أن يرجع إلى خطأ في الاستنتاج. فأين يكمن هذا الخطأ؟
شحذ العلماء عقولهم في جميع أقطاب الأرض على مدى ربع قرن منذ عام 1881 حتى عام 1905 في محاولات للإجابة على هذا السؤال، فكان كل اقتراح يتوصلوا إليه يؤدي إلى خلاف أعمق بين النظرية والتجربة العملية.
إذا ركب أحدنا قفصا سلكيا متحركا وكان به مصدرا للصوت شعر بهواء يحف به بسبب الحركة. فإذا قام الراكب بقياس سرعة الصوت في القفص وجدها في اتجاه الحركة أقل منها في الاتجاه العكسي. فإذا نقلنا مصدر الصوت إلى عربة قطار مغلق وقسنا فيه سرعة الصوت نجد أنها متساوية في جميع الاتجاهات وذلك بسبب مزاملة الهواء لحركة عربة القطار. فإذا انتقلنا الآن من الصوت إلى الضوء فقد يصبح في الإمكان تفسير نتيجة مايكلسون كالآتي:
نفرض أن الأرض تجرف الأثير معها أثناء حركتها في الفضاء بحيث يلازمها، فنتوقع أن تسلك الأرض مسلكا مخالفا لمسلك القفص السلكي بالنسبة لانتشار الصوت، وبذلك تضيع الصعوبة في فهم تجربة مايكلسون.
لسوء الحظ يخالف هذا التفسير عدد كبير من التجارب العملية مثل التجارب الخاصة بدراسة انتشار الضوء في الماء الجاري. فلو صح أن الأثير يصحب حركة المادة لتوقعنا أن تكون سرعة الضوء في اتجاه سريان الماء مساوية لسرعته في الماء الساكن مضافا إليها سرعة الماء. ولكن بعملية قياس بسيطة نجد أننا نحصل على سرعة أقل مما توقعناه.
بذلك باءت جميع المحاولات التي تستند إلى وجود «أثير» لتفسير النتيجة المفاجئة لتجربة ميكلسون ومورلي بالفشل.
والنتيجة أن تجربة ميكلسون وورلي لا تؤيد فقط خضوع الأجسام لمبدأ النسبية بل تؤيد أيضا خضوع الضوء له، أو بتعبير آخر خضوع جميع الظواهر الطبيعية «لمبدأ نسبية الحركة».
وكما رأينا من قبل، أدى مبدأ نسبية الحركة مباشرة إلى «نسبية السرعة»: فالسرعة تختلف مشاهدتها من مختبر إلى مختبر تكون متحركة بالنسبة لبعضها البعض. ورأينا الآن أن سرعة الضوء متساوية في جميع المختبرات، وتبلغ 300.000 كيلومتر في الثانية، ولهذا فهذه السرعة ليست نسبية وإنما هي سرعة مطلقة.

## الزمن يفصح عن نسبيته

تجربة القطار المار بمحطة: المشاهد هنا في القطار.

تجربة القطار المار بمحطة: المشاهد هنا واقف على رصيف المحطة.

يبدو من الوهلة الأولى أننا نواجه خلافا منطقيا، فتساوي سرعة الضوء في جميع الاتجاهات يتفق مع مبدأ نسبية الحركة ومع ذلك نقول أنها سرعة مطلقة. أي تتساوي في جميع المختبرات التي تتحرك بالنسبة لبعضها البعض. ولكن لا يوجد تعارض فأحيانا يميل المرء إلى أخذ شيء على أنه مطلق بسبب محدودية معرفته وقد يكون هذا الشيء نسبي في حقيقة الأمر. لابد أن يكون القرار مبني على الخبرة العملية المكتسبة.
لنقم برحلة بالقطار:
نتصور أننا نركب قطارا طوله 5.400.000 كيلومتر يتحرك في مسار مستقيم بسرعة منتظمة قدرها 240.000 كيلومتر في الثانية. ونفترض وجود مصباح في منتصف القطار يضاء في لحظة معينة. ونفرض وجود بابين آليين، أحدهما في مقدمة القطار والآخر بعربة المؤخرة، ينفتحان بمجرد سقوط الضوء عليهما. فماذا يرى راكب القطار، وماذا يرى الواقفون على رصيف المحطة؟
سيرى الجالس في منتصف القطار الآتي: طبقا لتجربة ميكلسون ينتشر الضوء في جميع الاتجاهات داخل القطار بنفس السرعة، أي بسرعة 300.000 كيلومتر في الثانية فيصل إلى عربة المقدمة وعربة المؤخرة في نفس الوقت مستغرقا زمنا قدره: 2.700.000÷ 300.000 = 9 ثوان، وبذلك ينفتح البابان آنيا.
وماذا يرى الواقف على رصيف المحطة؟
يتحرك الضوء بالنسبة إلى رصيف المحطة بسرعة قدرها 300.000 كيلومتر في الثانية أيضا. فبينما تتحرك العربة الأخيرة في اتجاه مضاد لاتجاه شعاع الضوء الصادر من وسط القطار فيصل الضوء إلى الباب الخلفي في زمن مقداره: 2.700.000 ÷ (300.000 + 240.000) = 5 ثوان. أما بالنسبة إلى عربة المقدمة فلا بد للضوء من ملاحقتها فيصله في زمن مقداره:
2.700.000 ÷ (300.000 - 240.000) == 45 ثانية. أي يظهر البابان للواقف على رصيف المحطة بأنهما ينفتحان في أوقات مختلفة، إذ يرى باب المؤخرة ينفتح أولا ثم ينفتح باب المقدمة بعده بعدد 45 - 5 == 40 ثانية.
ونجد أن حدثين متماثلين تماما كانفتاح باب العربة الأمامية وباب عربة المؤخرة يضران لراكب القطار أنهما ينفتحا آنيا، بينما يظهران للواقف على رصيف المحطة بفرق زمني قدره 40 ثانية.

### المنطق السليم في مأزق
تبدو نتيجة التجربة السابقة عجيبة ومع ذلك فهي تتفق تماما مع التجربة العملية. ولن نفعل مثلما فعل ريفي بسيط ذهب لأول مرة لحديقة الحيوان وشاهد الزرافة فقال: «هذا حيوان غير معقول». فالمنطق السليم يخدعنا فهو يميل ببساطة إلى تعميم المدلولات التي نصادفها في حياتنا اليومية، ودرجة فهمنا للأشياء ما هي إلا مرآة لخبرتنا المحدودة.
والصعوبة في فهم وقبول حقيقة حدثين يظهران للواقف على رصيف المحطة وبينهما فرق زمني في حين ظهورهما لراكب القطار آنيا تماثل الصعوبة التي صادفها الريفي الذي ارتبك من منظر الزرافة. وقد أصبحنا في نفس موقف الريفي الذي لم يرى حيوانا كهذا من قبل، فنحن لم نتحرك إطلاقا بسرعة تبلغ 240.000 كيلومتر في الثانية. فليس من العجيب أن يفاجأ الفيزيائيون بظواهر لا تمت إلى ما نألفه في حياتنا العادية بصلة عند دراستهم لسرعات قريبة من سرعة الضوء. وقد واجهت النتيجة الغريبة لتجربة ميكلسون علماء الفيزياء بتلك الحقائق وأرغمتهم على مراجعة مفاهيم مألوفة عديدة لا تبدو واضحة للمنطق السليم مثل آنية حدثين.
يمكننا بالطبع التمسك بوجهة نظر «المنطق السليم» وإنكار وجود الظواهر الجديدة ولكن إن فعلنا ذلك يصبح مثلنا مثال الريفي في المأثورة.

### ما يحدث للمكان يحدث للزمن
لا يخشى العلم من مناقشة ما يسمى «المنطق السليم» ولكنه يخشى فقط معارضة التصورات المألوفة للحقائق التجريبية الجديدة وعند ظهور مثل ذلك الخلاف يقضي العلم بلا رحمة على تلك التصورات التي بناها «المنطق السليم» ويرتفع بمعرفتنا إلى مستوى أعلى
ظننا من قبل أن حدثين آنيين يظهران آنيا لأي مختبر نختاره للمشاهدة فجاءت التجربة العملية بنتيجة مختلفة. ومن الواضح ينطبق هذا فقط على المختبرات التي تكون في حالة سكون بالنسبة لبعضها البعض. أما في حالة مختبرين يتحرك أحدهما بالنسبة للآخر فمن الممكن أن يظهر حدثان في أحدهما آنيا ولا يظهران أنيا في المختبر الآخر. أي أن آنية الأحداث «نسبية»، ويكون لها معنى فقط إذا عرفنا حركة المختبر التي شوهدت منه. هذا معناه أن آنية حدثين لا تعتمد الحدثين نفسهما فقط وإنما تعتمد بالإضافة إلى ذلك على المختبر الذي تجري منه الرؤية.
من المألوف لنا التحرك بسرعات تقل كثيرا عن سرعة الضوء ولهذا لا نستطيع ملاحظة الصفة النسبية لآنية الأحداث. فإذا قمنا بدراسة سرعات مقاربة لسرعة الضوء نجدنا مضطرون لمراجعة صفتي «الأسبقية» و«الملاحقة» للأحداث، تماما كما اضطر الإنسان لمراجعة مدلولي «فوق» و«تحت» على الأرض بعد قيامه برحلات طويلة مقاربة لأبعاد الكرة الأرضية، وقبل ذلك لم يجد ما يعارض اعتقاده بأن الأرض قرص مسطح.
في الواقع لا يوجد لدينا إمكانية للتحرك بسرعة مقاربة لسرعة الضوء نتمكن بها من مشاهدة تلك الظواهر التي تبدو مربكة لتصورنا القديم، ولكننا تمكّنا من إثبات تلك الظواهر بتجارب علمية عديدة. فالقدر المكتوب للمكان هو نفس القدر المكتوب للزمن. والقول وقوع حدثين "في نفس الوقت أصبح لا معنى له، كالقول بحدوثهما في "نفس المكان". فإذا أردنا تعيين الفترة الزمنية بين حدثين فلا بد من تعريف المختبر الذي أجرينا منه المشاهدة تماما كما نفعل ذلك عند تعيين المسافة بينهما.

### نسبية الزمن
أحدث اكتشاف نسبية الزمن انقلابا عميقا في تصورنا للطبيعة، ويمثل هذا لاكتشاف أحد الانتصارات العظيمة للعقل البشري على تصورات مشوشة توارثناها عبر قرون طويلة. ويمكن مقارنة هذا الانقلاب في تصور الإنسان للطبيعة بالانتفاضة التي أحدثها اكتشاف الشكل الكروي للأرض. توصل العالم الفذ ألبرت أينشتاين - الذي عاش في الفترة من 1880 إلى 1955 - توصل عام 1905 إلى اكتشاف «نسبية الزمن» فأصبح أعظم عالم في القرن العشرين ووضعه هذا الاكتشاف بين عظماء الفكر الإنساني وهو في سن الخامسة والعشرين من عمره. وهو يتبوأ مركزا جليلا بين العلماء مثل كوبرنيكس وإسحاق نيوتن اللذان فتحا فتوحات جديدة في العلم.
يسمى العلم الخاص بنسبية الزمن وما ترتب عليها من استنتاجات بالنظرية النسبية ولا يصح الخلط بينها وبين نسبية الحركة.

### السرعة لها حدود
قبل الحرب العالمية الثانية كانت سرعة الطائرات تقل كثيرا عن سرعة الصوت. والآن نبني طائرات أسرع من الصوت. وتنتشر الموجات الكهرومغناطيسية بسرعة الضوء، فهل من الممكن بناء مرسل لاسلكي تفوق سرعة إشاراته سرعة الضوء؟ سيتبين أن هذا مستحيل.
لو كان من الممكن إرسال إشارات بسرعة لا نهائية لأصبح لدينا وسيلة لإثبات أنية حدثين. إذ بوصول إشارتين لا نهائيتي السرعة ممثلتان للحدث الأول والثاني في نفس الوقت تعطي آنية الحدث صفة مطلقة، أي لا تعتمد على حركة المختبر الذي تجرى منه المشاهدة. ونظرا لعدم تأييد التجربة العملية لصفة مطلقة للزمن نستنتج أن انتقال إشارات اللاسلكي لا يمكن أن يتم كلمح البصر. وكذلك لا يمكن انتقال الطاقة من نقطة إلى أخرى في الفراغ بسرعة لا نهائية. وهذا يعني أن الانتقال لا يمكن أن يتعدى حدا معينا للسرعة يسمى «الحد الأقصى للسرعة».
هذا الحد الأقصى يعادل سرعة الضوء.
وطبقا لتماثل القوانين الطبيعية في جميع المختبرات التي تتحرك بسرعة منتظمة وفي خط مستقيم بالنسبة لبعضها البعض (مبدأ نسبية الحركة)، فاكتشاف وجود حد أقصى للسرعة يمثل أيضا «قانونا طبيعيا»، أي أن الحد الأقصى للسرعة يأخذ نفس القيمة بالضبط في جميع المختبرات، وللضوء تلك الخاصية. بناء على ذلك لا تمثل سرعة الضوء ببساطة سرعة انتشار ظاهرة طبيعية معينة فقط، وإنما تلعب دورا مهما كحد أقصى لسرعة المادة والطاقة.
أوضحت النظرية النسبية أن وجود حد أقصى للسرعة يعود إلى طبيعة الكون نفسه، ويكون من المضحك لو ظننا أن التقدم التكنولوجي سيمكننا يوما ما من التفوق على سرعة الضوء. وتلعب سرعة الضوء دورا غير عادي في الطبيعة فهي تمثل تلك السرعة بالذات التي تحدد انتشار أي حدث على الإطلاق. فإما أن يكون الضوء أسرع من الحدث أو تصل سرعته في الحالة القصوى إلى سرعة الضوء.
كان العلماء في الماضي قبل اكتشاف النظرية النسبية يعتقدون أن التغير في حركة الأرض يتم في لمح البصر بعد انقسام افتراضي في الشمس بسبب عدم معرفتهم بوجود هذا لحد الاقصى للسرعة. فالضوء يستغرق 8 دقائق ليصل من الشمس إلى الأرض. وفي الواقع ستظهر التغيرات في حركة الأرض أيضا بعد 8 دقائق من انقسام الشمس، وخلال تلك الفترة الزمنية ستبقى الأرض كما ولو لم يحدث للشمس أي شيء. وبصفة عامة فلا يمكن لحدث معين يحدث للشمس أو عليها أن يؤثر على الأرض إلا بعد مرور تلك الثمان دقائق.
وبالطبع لا تسلبنا السرعة المحدودة لانتشار الإشارات إمكانية إثبات آنية حدثين إذ يمكننا ببساطة حساب زمن التأخير وأخذه في الاعتبار.
بذلك تصبح طريقة إثبات وقوع حدثين آنيا متفقة تماما مع الطبيعة النسبية لهذا المدلول، فلحساب زمن التأخير لا بد من قسمة المسافة بين النقطتين التي وقع فيهما الحدثان على سرعة انتشار الإشارتين. وقد علمنا من قبل بالمدلول النسبي للمكان.

## الأحداث السابقة والأحداث اللاحقة
نريد تسمية قطارنا ذو الأضواء البارقة «بقطار أينشتاين». ونفرض أن ميكانيكية أبوابه لا تعمل كما ينبغي بحيث يلاحظ الراكب انفتاح الباب الخلفي بزمن قدره 15 ثانية. يرى الواقف على رصيف المحطة أن الباب الخلفي ينفتح قبل الباب الأمامي بزمن قدره: 40 - 15 =
25 ثانية (انطر نسبية التزامن).
هذا معناه أنه من الممكن أن يُشاهد حدث من أحد المختبرات سابقا لغيره، ويشاهد من مختبر آخر لاحقا له. يتبادر لنا في الحال أن نسبية ملولي «الأسبقية» و«التلاحق» لا بد وأن تكون محدودة. فلا يمكن أن نسمح (من وجهة نظر أي من المختبرات) أن يولد ابن قبل أمه.
فعند حدوث بقعة على الشمس تظهر للمشاهد الذي يرصد الشمس بمنظاره بعد 8 دقائق، وأي عمل ينجزه بعد ذلك يكون لاحقا مطلقا لظهور بقعة الشمس، أي يكون العمل لاحقا للبقعة من وجهة نظر مختبر نراقب منه كلا من المشاهد والبقعة. وبالعكس كل شيء يحدث للمشاهد في وقت سابق يزيد 8 دقائق من لحظة رؤيته للبقعة (بحيث يكون شعاع الضوء الحامل للحدث قد وصل الشمس قبل حدوث البقعة) يكون سابقا مطلقا. أما إذا أشعل المشاهد سيجارته مثلا في لحظة بين حدوث البقعة الشمسة ورؤيته لها فلا تكون العلاقة الزمنية بين حدوث البقعة وإشعال السيجارة علاقة مطلقة.
يصبح في إمكاننا التحكم عن طريق ضبط حركتنا بالنسبة لكل من البقعة والمشاهد بحيث نرى المشاهد يشغل سيجارته قبل أو بعد ظهور بقعة الشمس أو حتى في نفس وقت ظهورها لنا، وذلك بحسب اختيار سرعتنا واتجاه حركتنا.
يبين مبدأ النسبية بذلك وجود ثلاثة علاقات زمنية للأحداث لاحقة المطلقة، والتي هي ليست سابقة ولا لاحقة، وإنما تعتمد على المختبر الذي نراقب منه الأحداث.

## وصلات خارجية
- مقالة لألبرت أينشتاين حول الزمكان - الطبعة الثالثة عشر القديمة من موسوعة بريتانيكا: مقالة كتبها ألبرت أينشتاين عام 1926. (بالإنجليزية)
- موسوعة الزمكان والثقالة مقالات لخبراء على موقع سكولاربيديا. (بالإنجليزية)
- موسوعة ستانفورد للفلسفة: "المكان والزمان: الأطر العطالية"، روبرت ديسال. (بالإنجليزية)